# Juju (religiöse Praktik)

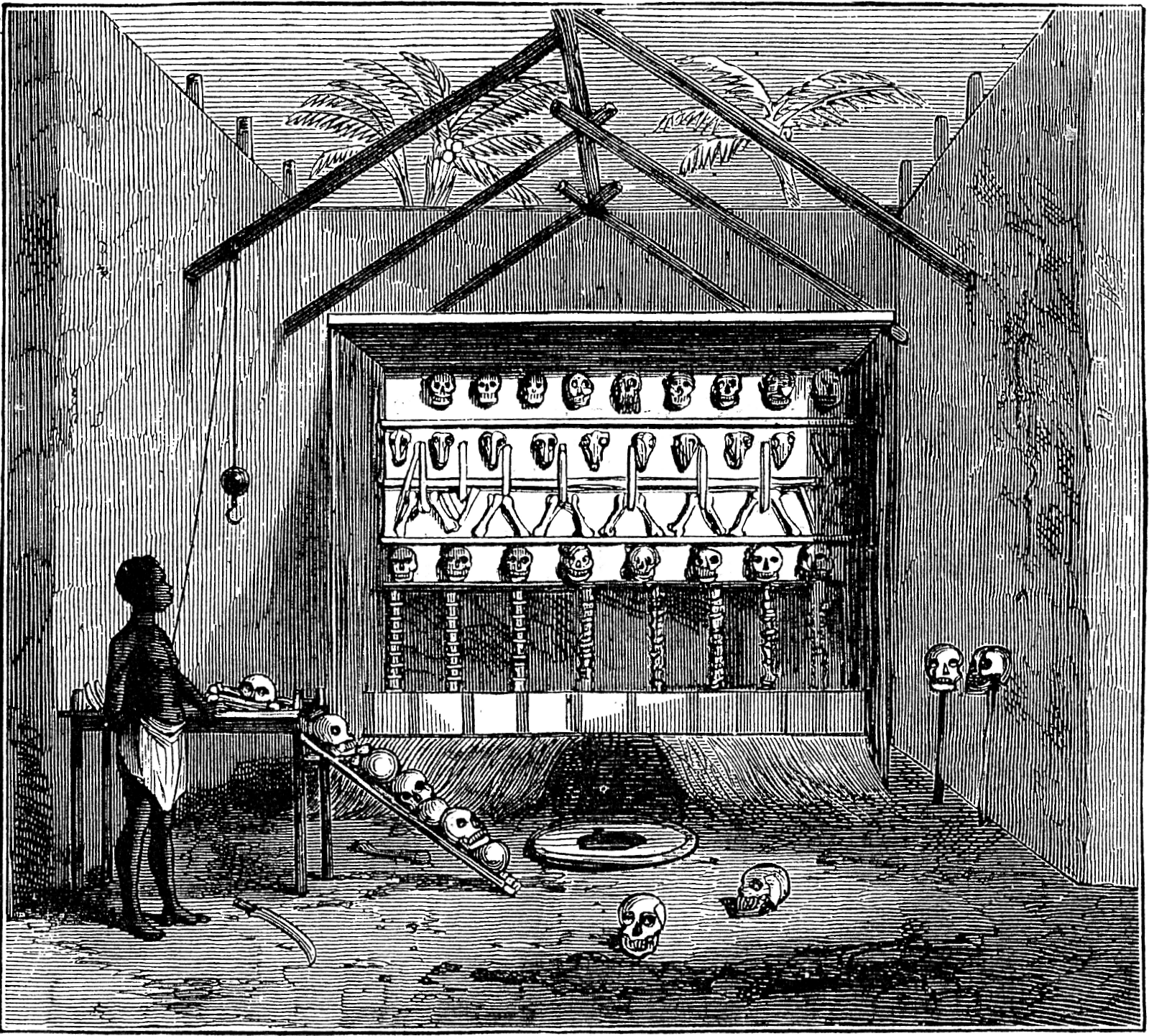
Darstellung eines Juju-Hauses in der Bucht von Benin, 1873

Juju oder ju-ju (französisch: joujou, wörtliche Bedeutung in etwa: „Spielzeug“) ist ein spirituelles Glaubenssystem, bei dem Gegenstände wie Amulette sowie Zaubersprüche verwendet werden. Es ist Bestandteil des Glaubens an Hexerei in Westafrika und ist den west-afrikanischen Religionen zuzuordnen.
In sozial-kultureller Hinsicht kann dem Juju-Glauben die Funktion zukommen, die Einhaltung von Verträgen zu gewährleisten oder den „Abschluss“ eines solchen „Vertrages“ gar zu erzwingen. Dies kann auch im Rahmen von Migration, Menschenhandel und Zwangsprostitution der Fall sein. In einem typischen Szenario wird eine nigerianische Frau mit einem Juju-Zauber belegt, bevor sie zum Zwecke der Prostitution nach Europa geschleust wird. Mit dem Juju-Zauber soll sichergestellt werden, dass sie ihre Schleuser respektive Menschenhändler bezahlen wird und sich diesen nicht entzieht. Der „Hexenarzt“, der den Zauber veranstaltet, erhält für diesen Dienst ein Entgelt.
Mit Juju wird auch häufig versucht, das Ergebnis von Fußballspielen zu beeinflussen.
Trotz einiger Gemeinsamkeiten soll sich Juju von Voodoo unterscheiden. Es soll gutes Juju geben, das aus fast jeder guten Tat stammen könne; schlechtes Juju könne entsprechend vice versa entstehen. Ferner habe Juju natürlich Einfluss auf Glück und Vermögen. Typisch für diesen Aberglauben sind kleine Gegenstände, die mit sich geführt oder auch ähnlich wie Schmuck getragen werden, welche in der Regel „Medikamente“ enthalten, die von „Hexenärzten“ produziert werden.
Der Begriff „Juju“ und die damit verbundenen Praktiken gelangte von Westafrika mit dem transatlantischen Sklavenhandel auch nach Amerika und existiert insbesondere bei einigen Gruppen von Maroons fort.

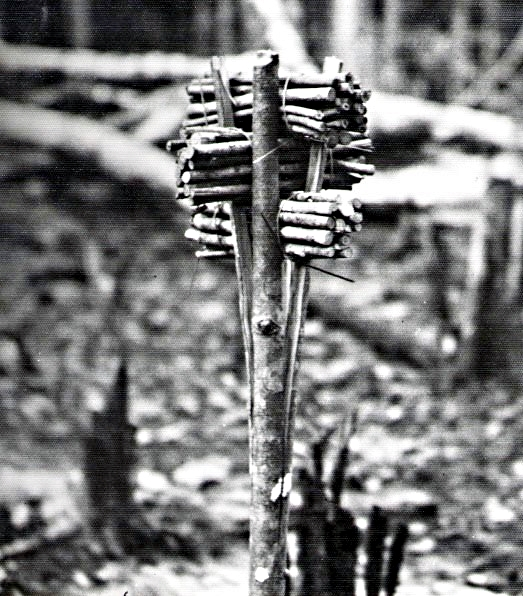
Foto eines Juju-Schutz-Zaubers am Surinam-Fluss, 1955

Im Juli 2017 erregte ein Prozess in Berlin bundesweites Aufsehen. In diesem wurde ein aus Gambia stammender Stiefvater wegen schwerem Missbrauch von Schutzbefohlenen u. a. verurteilt, weil er ein fünfjähriges Kind über einen Zeitraum von mindestens zwei Monaten in „apokalyptischen Juju-Ritualen“ traktierte, was Verbrühen mit heißem Wasser, Verprügeln mit Gegenständen wie Hammer, Stock und Gürtel sowie einer Schnur einschloss. Dieses sollte dafür bestraft werden, dass es „gehörnte Dschinn in Menschengestalt herbeigerufen hätte.“
Im Menschenhandel werden Juju-Flüche verwendet, um die dadurch eingeschüchterten Opfer zur Folgsamkeit anzuhalten. Im Frühjahr 2018 erklärte der repräsentative König von Benin jeden Juju-Zauber zu Menschenhandel für ungültig.